# Saleius Bassus
Saleius Bassus (1. század) római költő.
Vespasianus korában alkotott, epikus munkáinak megközelítőleg kortárs említése Tacitus évkönyveiben található. Költői tehetségét Quintilianus is elismerte.